# Evangelische Kirche (Ober-Ohmen)

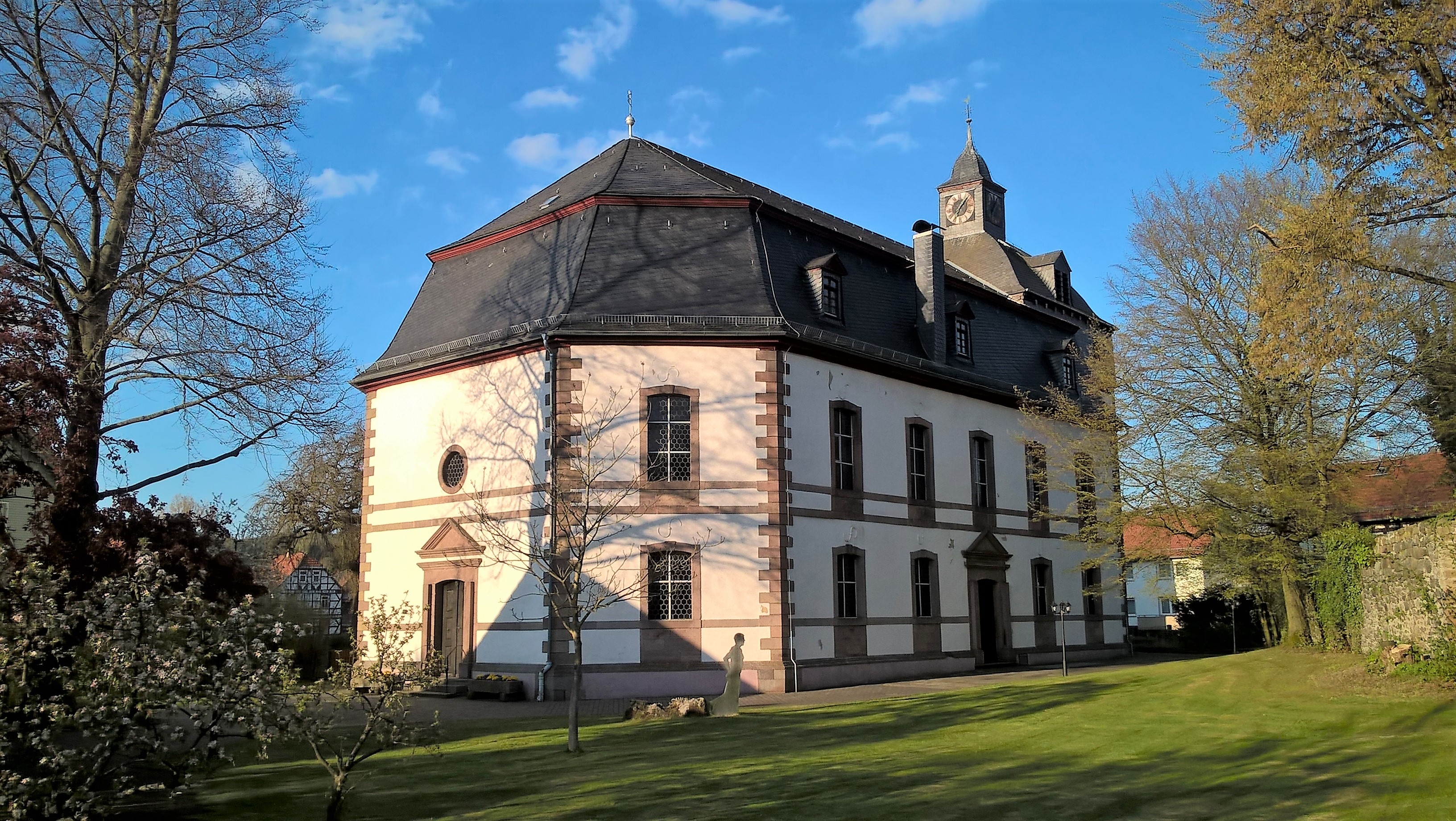
Kirche von Südwesten

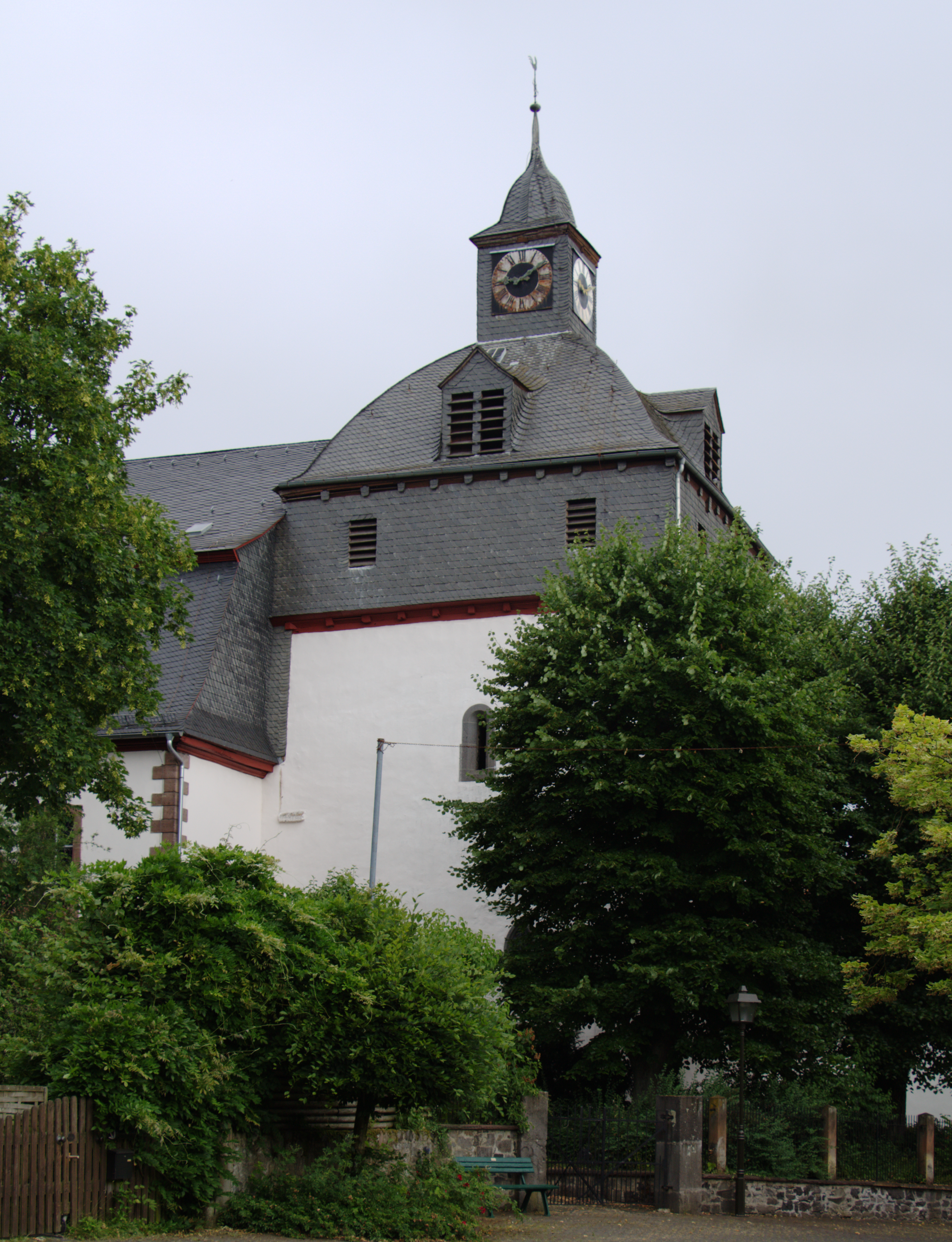
Turm von Südosten

Die evangelische Kirche in Ober-Ohmen, einem Ortsteil der Gemeinde Mücke im hessischen Vogelsbergkreis, ist eine denkmalgeschützte Saalkirche mit Mansarddach aus den Jahren 1792–1794. Stilistisch steht sie zwischen Spätbarock und Klassizismus. Erhalten blieb der Chorturm aus der spätromanischen/frühgotischen Übergangszeit (zweite Hälfte des 13. Jahrhunderts).

## Geschichte
Ein Pleban ist für das Jahr 1199 nachgewiesen. Ins Jahr 1224 fällt die Ersterwähnung der Kirche, als das Patronatsrecht bei den Herren von Münzenberg lag. Es fiel 1255 an die Falkensteiner. Im Jahr 1291 wurde die Kirche dem Antoniterkloster Grünberg inkorporiert, während die Falkensteiner das Patronat behielten. Die Pfarrerei wurde 1316 an das Licher Marienstift geschenkt, die die Kirche 1317 inkorporierten. Im ausgehenden Mittelalter war Ober-Ohmen Sendort im Archidiakonat St. Johann in der Erzdiözese Mainz. Die Chorhalle erhielt im 14. Jahrhundert gotische Spitzbogenfenster und wurde ausgemalt. In vorreformatorischer Zeit gehörten zum Pfarrort Ober-Ohmen Ruppertenrod, Unter-Seibertenrod und Zeilbach.
Mit Einführung der Reformation unter den Freiherren Riedesel zu Eisenbach wechselte die Kirchengemeinde zum evangelischen Bekenntnis. Erster protestantischer Pfarrer war Georg Rupel (* um 1523) von 1550 bis nach 1553. Das Präsentationsrecht fiel an den Fürsten zu Solms-Lich.
Am 25. Juli 1777 wurde dem Freiherrlich Riedeselschen Consistorium in Lauterbach schriftlich mitgeteilt, dass die Kirche zu klein sei. Dies führe zu „ärgerlichem  Betragen“ der Gottesdienstbesucher, die sich die Stände teilen mussten. Als Übergangslösung wurde beschlossen, sich beim Sitzen abzuwechseln. Trotz hoher Instandhaltungskosten sprach sich der Bausachverständige Krambs 1782 für eine Ausbesserung der Kirche und eine Abstützung der Kirchendecke durch Baumstämme aus. Die Vorstellung des neuen Pfarrers Römheld im Juni 1782 musste aufgrund der Baufälligkeit der Kirche ins Freie vor das Amthaus der Riedesel verlegt werden. Im Herbst 1783 begann der Abriss der alten Kirche, die angesichts der angestiegenen Bevölkerungszahl nicht mehr groß genug war, durch den Homberger Maurermeister Peter Riatsch. Die Weigerung der Gemeinden Ruppertenrod und Zeilbach, sich an den Kosten für Abriss und Neubau zu beteiligen, verzögerte das Bauprojekt und führte zu einem jahrelangen Rechtsstreit. Im Herbst 1784 folgte die Sanierung des Kirchturms, in dem für zehn Jahre die Gottesdienste übergangsweise stattfanden, nachdem durch den Abriss des Schiffs weitere Schäden zutage getreten waren. Die Streitigkeiten über die Finanzierung führte schließlich dazu, ein Gutachten von der juristischen Fakultät der Göttinger Universität einzuholen. Im Juni 1792 erfolgte die Grundsteinlegung und 1794 die Fertigstellung nach einem Entwurf des Bauverwalters Fink aus Lauterbach.
Bis 1833 lag das Nominationsrecht für neue Pfarrer beim Licher Marienstift und das Präsentationsrecht beim Fürsten zu Solms-Lich, danach beim hessischen Staat. Das Kirchendach wurde 1848 und 1868 repariert. Eine weitere Reparatur des Dachs fand im Jahr 1902 statt, als die Gemeinde neue Kirchenfenster anschaffte und eine Innenrenovierung durchführen ließ. Die schon freigelegten spätgotischen Wandmalereien im Chor wurden 1950 mit Weißkalk übertüncht, als neue Glocken installiert wurden. Im Zuge einer umfassenden Innenrenovierung (1963–1969) erfolgte von 1968 bis 1969 die Sanierung des Kirchturms, dessen Risse mit einem Spezialbeton ausgegossen wurden. Kirchenmaler Kurt Scriba aus Herbstein legte die Malereien in dieser Zeit wieder frei. In der Mitte der 1990er Jahre wurde in die Kirche eine neue Decke eingezogen, der Dachstuhl saniert und das Kirchendach neu eingedeckt. Im Jahr 2016 fanden die etwa zehnjährigen Restaurierungsmaßnahmen der Wandmalereien ihren Abschluss. Der Chorturmraum wurde 2018 als „Elisabethkapelle“ geweiht.
Das Kirchspiel Ober-Ohmen besteht aus den drei Kirchengemeinden Unter-Seibertenrod, Ruppertenrod und Ober-Ohmen. Es gehört zum Dekanat Gießener Land in Propstei Oberhessen der Evangelischen Kirche in Hessen und Nassau.

## Architektur

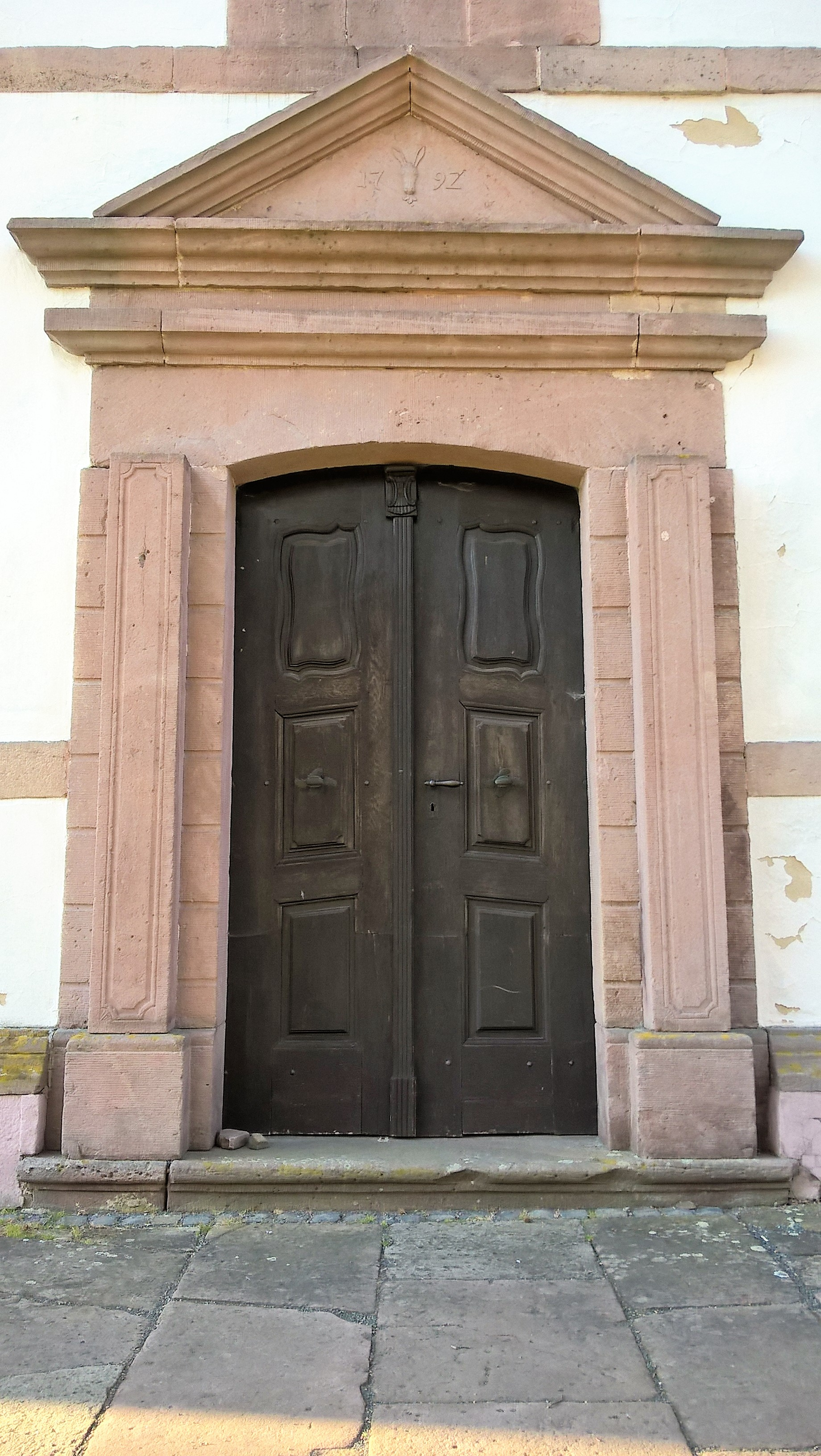
Südportal mit Eselskopf im Giebeldreieck

Die geostete Kirche ist im Südosten des alten Dorfzentrums errichtet und liegt am Lutherweg 1521. Sie besteht aus zwei Baukörpern: dem mittelalterlichen Chorturm und dem angebauten Saalbau, der Elemente des Klassizismus aufgreift, aber noch in spätbarocker Tradition steht.
Der wuchtige, massiv aufgemauerte, einspringende Chorturm ist in den ersten beiden Geschossen weiß verputzt. Das vorspringende Glockengeschoss über einem umlaufenden Gesimsband mit sichtbaren Balkenköpfen ist vollständig verschindelt und hat an den drei freien Seiten je zwei hochrechteckige Schalllöcher für das Geläut. Es wird von einem flachen Zeitdach aus dem Ende des 18. Jahrhunderts mit kubusförmiger Laterne bedeckt. An den drei freien Seiten haben die Giebelgauben paarweise hochrechteckige Schalllöcher. Der verschindelten Laterne sind an deren vier Seiten die Ziffernblätter der Turmuhr angebracht. Sie wird von einem Turmknauf, Kreuz und Wetterhahn bekrönt. Die rundbogige Priesterpforte an der Südseite hat eine Holztür, die mit Beschlägen (wohl 16. Jahrhundert) und einem Verschluss aus Riegelbalken gesichert ist. Die Chorhalle wird an den drei freien Seiten durch je ein gotisches Spitzbogenfenster des 14. Jahrhunderts belichtet. Im ersten Obergeschoss sind drei schmale rundbogige Fenster eingelassen, die auf einen romanischen Ursprung weisen. Im Inneren ruht das Kreuzrippengewölbe auf Konsolen.
Die weiß verputzte Saalkirche über einem vorspringenden Sockel könnte die Kirche von Bobenhausen zum Vorbild genommen haben. Sie hat einen dreiseitigen Westabschluss mit abgeschrägten Ecken. Am Ostende ist eine Kugelspitze mit einer Wetterfahne aufgesetzt. Die gequaderten Ecklisenen, drei schmale umlaufende Bänder und die Gewände der Fenster und Portale sind aus rotem Sandstein gefertigt. Dem barock geprägten Mansarddach sind an den Langseiten je drei Gauben mit Giebeln aufgesetzt. Die hölzernen Gesimse der Dachtraufe, im Knick des Mansarddachs und in den Dreiecksgiebeln der Gauben sind reich profiliert und in einem kräftigen Rot angestrichen. Die drei mittig angebrachten Portale haben profilierte Dreiecksgiebel, die mit der Jahreszahl 1792 bezeichnet sind. An der Westseite trägt der Giebel das Riedeselsche Wappen, während an den baugleichen Seitenportalen ein Eselskopf zu sehen ist. Zweigeschossig angeordnete Fenster mit flachem Stichbogen und Schlussstein versorgen die Kirche mit Licht. Jede Seite ist symmetrisch gestaltet: An den Langseiten werden die Portale von je zwei Fenstern flankiert, in Emporenhöhe sind fünf Fenster eingelassen. Die abgeschrägten Westecken haben je zwei Fenster übereinander und die Westseite über dem Portal ein kleines Rundfenster (Ochsenauge). In die Ostwand der Kirche sind außen zwei kleine Rundfenster eingelassen.

## Ausstattung

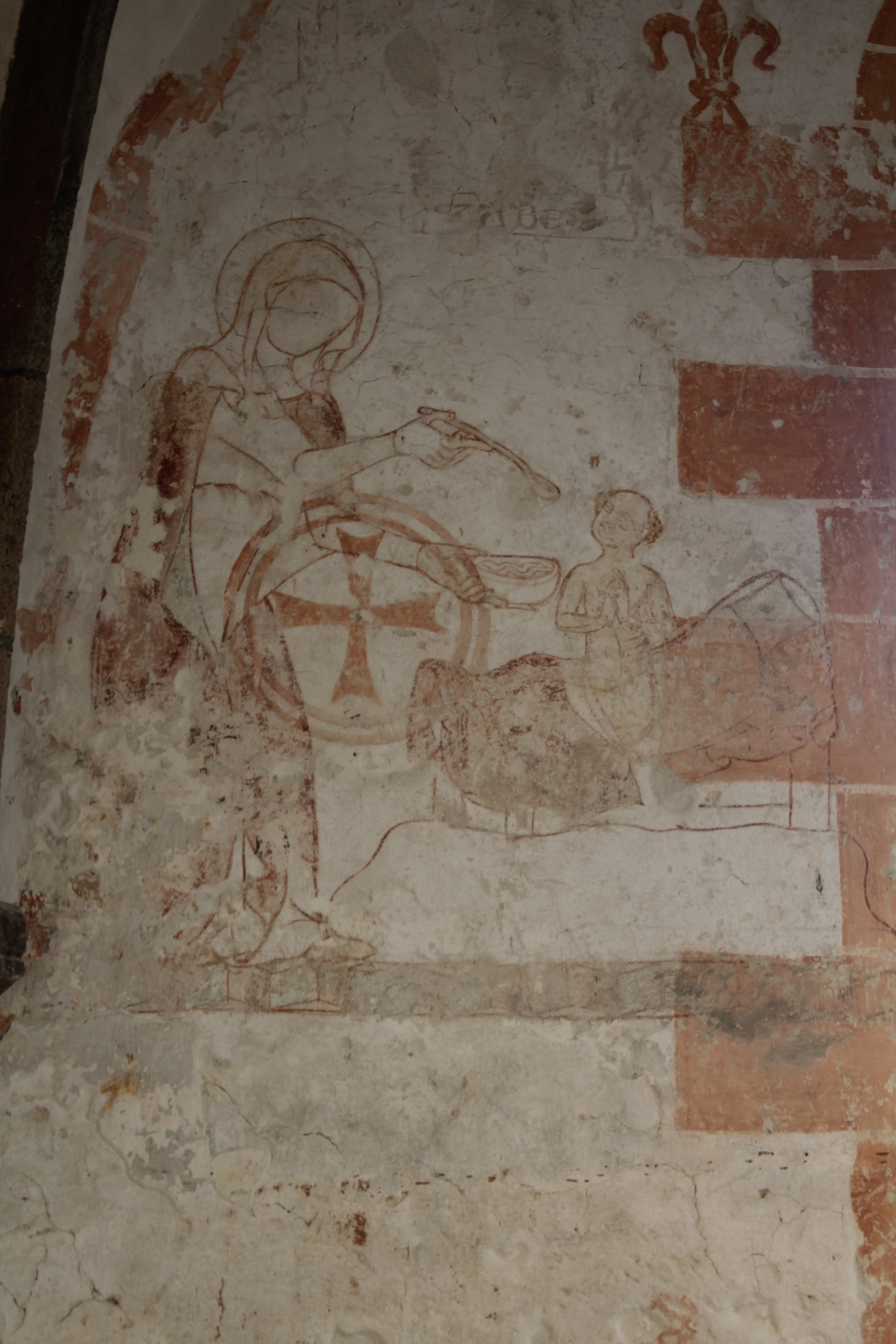
Die heilige Elisabeth auf einer Wandmalerei im Turm

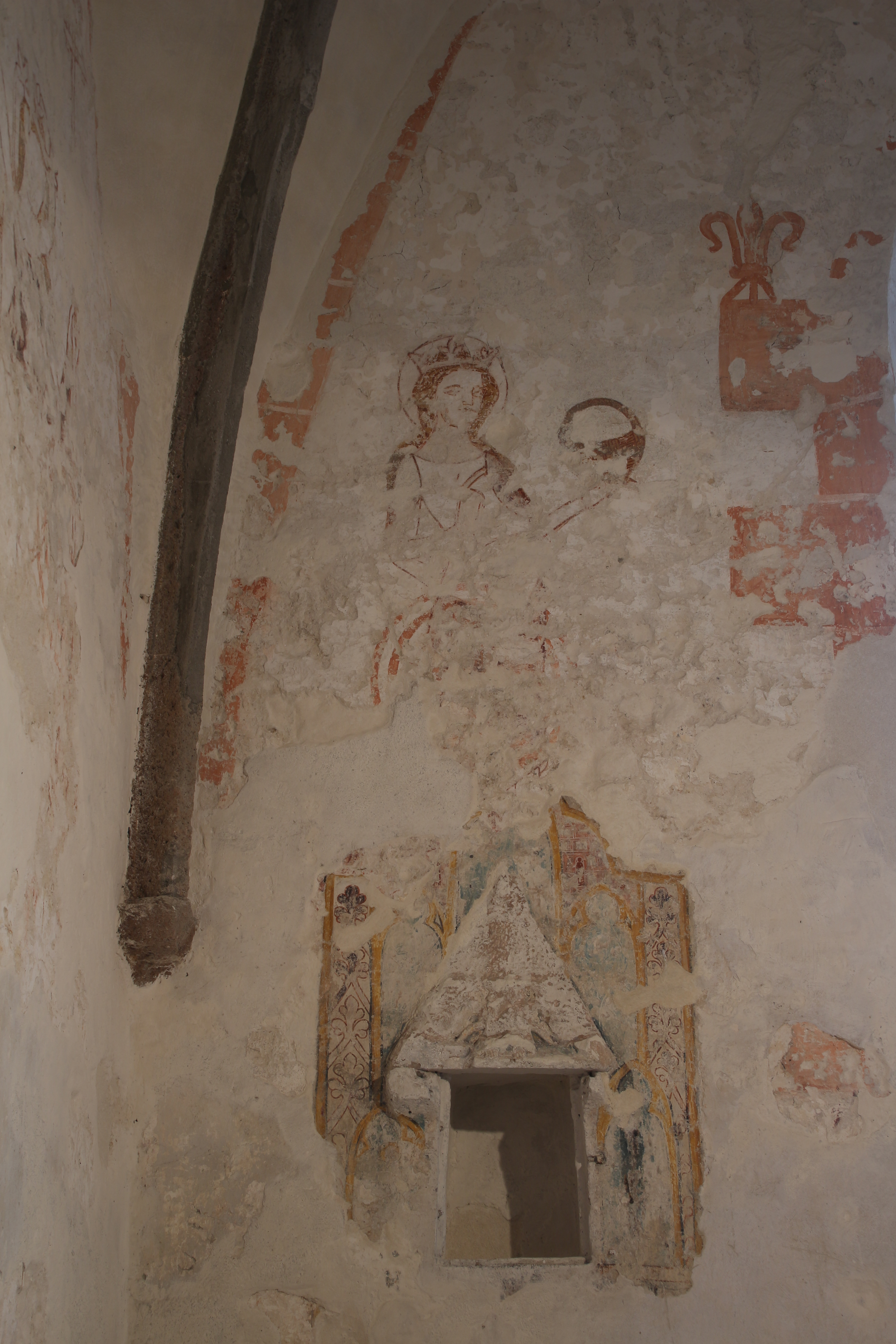
Sakramentsnische in der östlichen Turmwand, darüber die heilige Dorothea

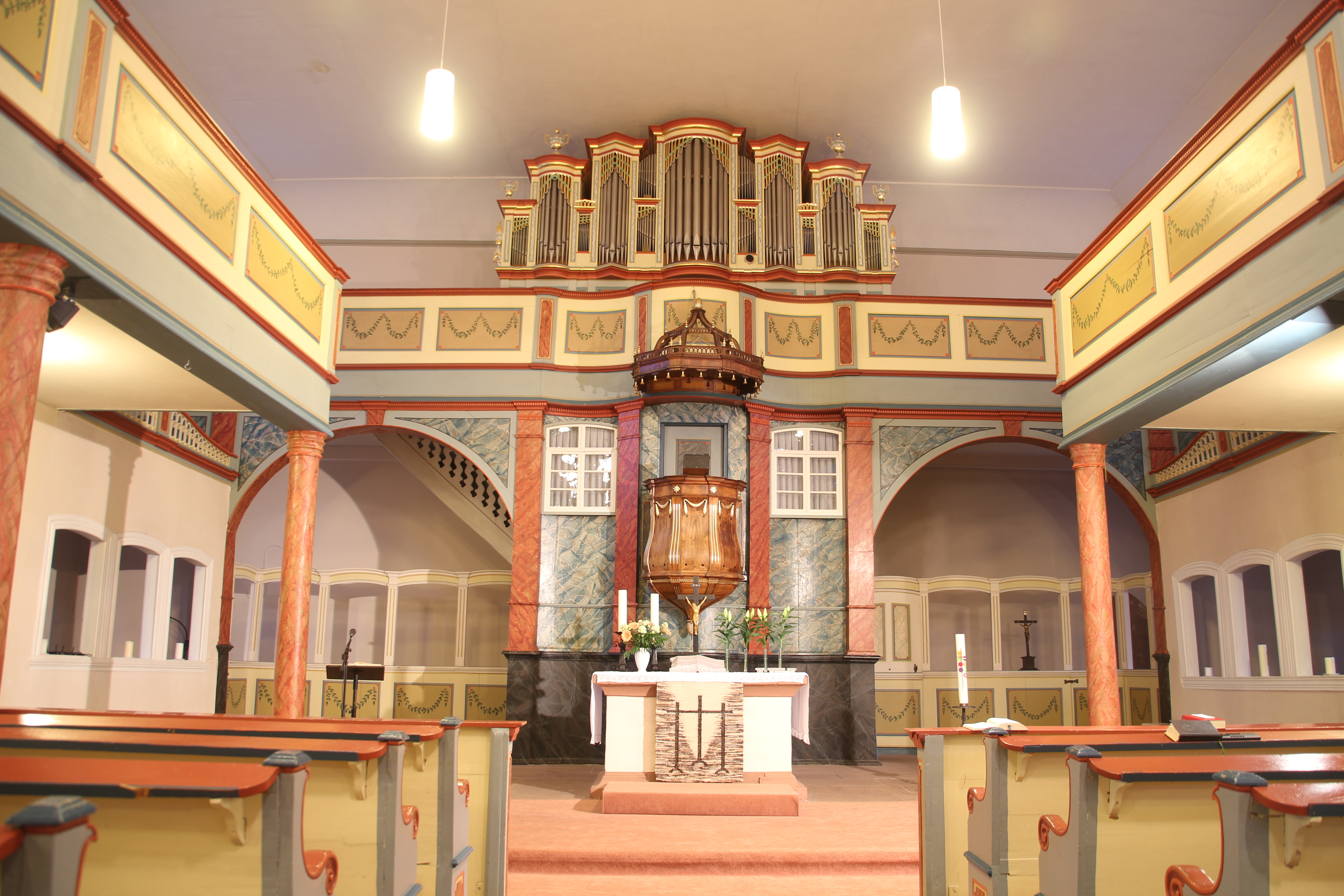
Axial angeordneter Altarbereich

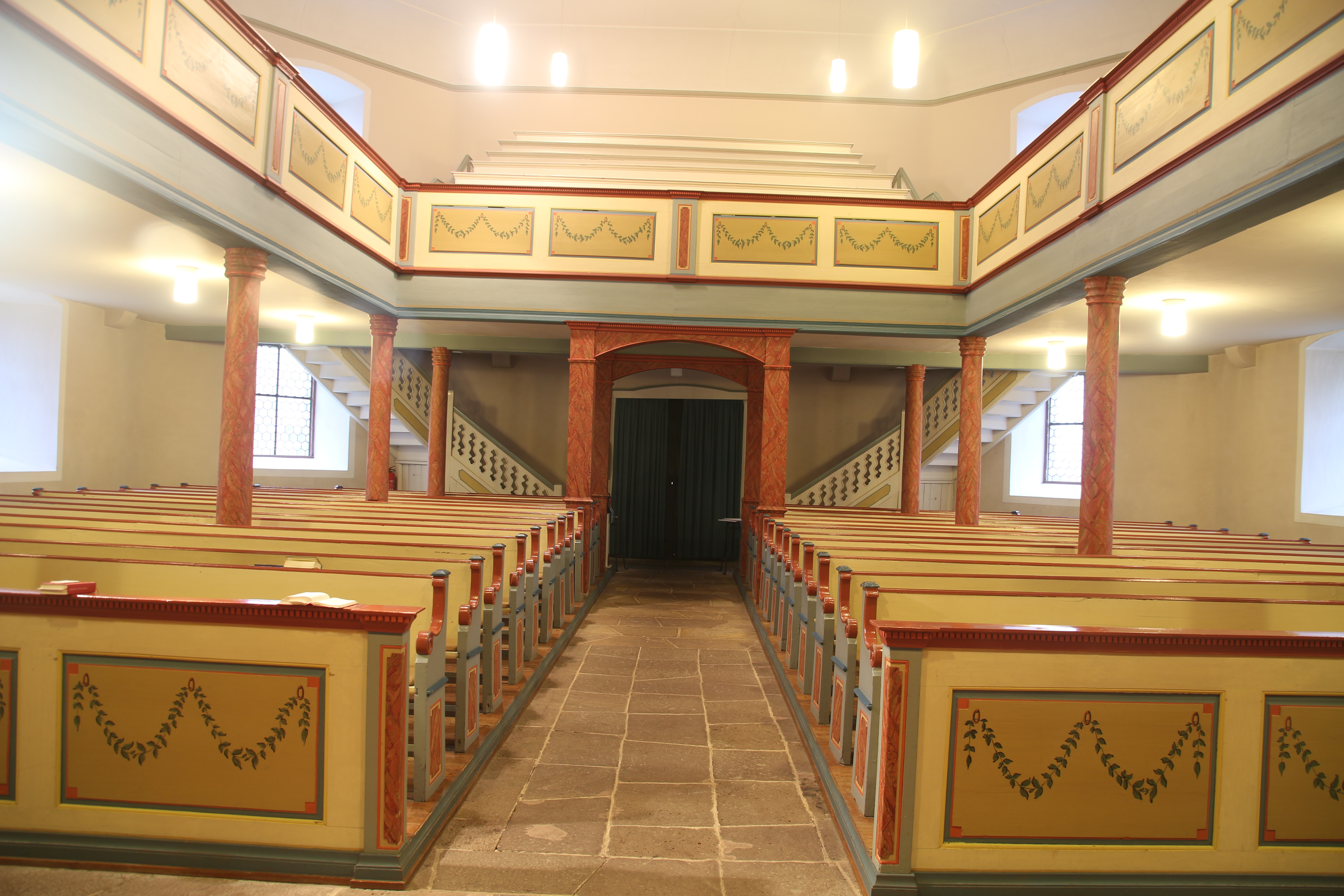
Blick nach Westen

Die hochwertigen roten Wandmalereien im Chorturm stammen aus dem 14. Jahrhundert und sind nur teilweise erhalten. Die ursprüngliche polychrome Fassung ist in einem so geringen Maß erkennbar, dass eine Rekonstruktion nicht sinnvoll schien. Die Darstellungen zeigen weibliche Heilige, die teils bekrönt sind: an der westlichen Nordwand die heilige Elisabeth von Thüringen, die einen alten Bettler speist, an der östlichen Nordwand die heilige Helena, an der nördlichen Ostwand die heilige Dorothea und in der Laibung des Ostfensters Maria mit dem Kind in einer Quaderbemalung. An der Südwand ist Maria Magdalena zusammen mit der heiligen Katharina zu sehen, die als ihr Attribut das Wagenrad hält. Zudem sind Lilien und Architekturmalerei sowie Weihekreuze in zwei Ebenen in unterschiedlicher Malweise dargestellt. In der Ostwand ist im Norden eine viereckige Sakramentsnische mit Wimperg eingelassen. Sie ist von bunter Wandmalerei umgeben, die spitzbogige Fenster mit Nonnenköpfen und stilisiertes Rankenwerk zeigt, weist aber teilweise Zerstörungen durch den Bildersturm auf.
In der Saalkirche ist die Ausstattung von 1795–1800 im Zopfstil wahrscheinlich nach einem Entwurf von Lorenz Friedrich Müller in ihrer ursprünglichen farblichen Fassung vollständig erhalten. Mit Errichtung der Orgel im Jahr 1808 war die Inneneinrichtung fertiggestellt. Die drei Prinzipalstücke Altar, Kanzel und Orgel sind in protestantischer Tradition axial über- und hintereinander angeordnet. Vorbild war die Schmalkalder Schlosskapelle (1590 vollendet). Ober-Ohmen ist eines der letzten Beispiele dieser Art. Der aufgemauerte Blockaltar wird von einer Mensaplatte über Schräge bedeckt. Unterhalb der Orgel auf der Ostempore verbirgt die eingebaute Sakristei den Durchgang zum Kirchturm und zum Kanzelaufgang, der zum Pfarrstuhl hinter der Kanzel führt. Die dreiteilige, blaumarmorierte Kanzelwand wird durch rotmarmorierte Pilaster gegliedert und ist in der Art des Rokoko doppelt geschwungen: im Mittelteil, an dem die Kanzel angebracht ist, konvex und in Seitenteilen konkav. Die bauchige Kanzel aus Nussbaumholz hat einen Schalldeckel, an dem kleine vergoldete Glöckchen angebracht sind und der oben von kleinen vergoldeten Türmchen, durchbrochenem Schnitzwerk und einer Volutenkrone verziert wird. Die Kanzel wird von zwei Fenstern mit Sprossengliederung und Stichbogen flankiert. An den Seiten leiten zwei große Rundbögen, unter denen die Chorstände erhalten sind, zu schmalen geschlossenen Ständen aus Eichenholz in den Ostecken über. Der linke war für die Pfarrerfamilie vorgesehen, der rechte für die Beamten.
Im Westen ist eine dreiseitig umlaufende, gestaffelte Empore eingebaut, die im Bereich des Mittelgangs auf zwei hintereinander gesetzten, rotmarmoriert bemalten und vierkantig gegliederten Holzsäulen ruht, die mit Stichbögen verbunden sind. An den Seiten sind die Stützen als Rundsäulen mit Kapitellen ausgeführt. Die kassettierten Füllungen der Empore haben grüne Blattgirlanden auf ockerfarbenem Hintergrund. Die zweiläufige Treppe im Westen ermöglicht den Emporenzugang. Bei den unterschiedlich gestalteten Brettdocken der Emporen- und der Kanzeltreppe stehen barocke und klassizistische Elemente nebeneinander. Die Flachdecke wurde in den 1990er Jahren erneuert. Der Fußboden ist mit großen Steinplatten belegt, während das Kirchengestühl auf Holzdielen steht und einen Mittelgang freilässt. Die hellblauen, geschwungenen Wangen des Gestühls enden in Voluten.

## Orgel

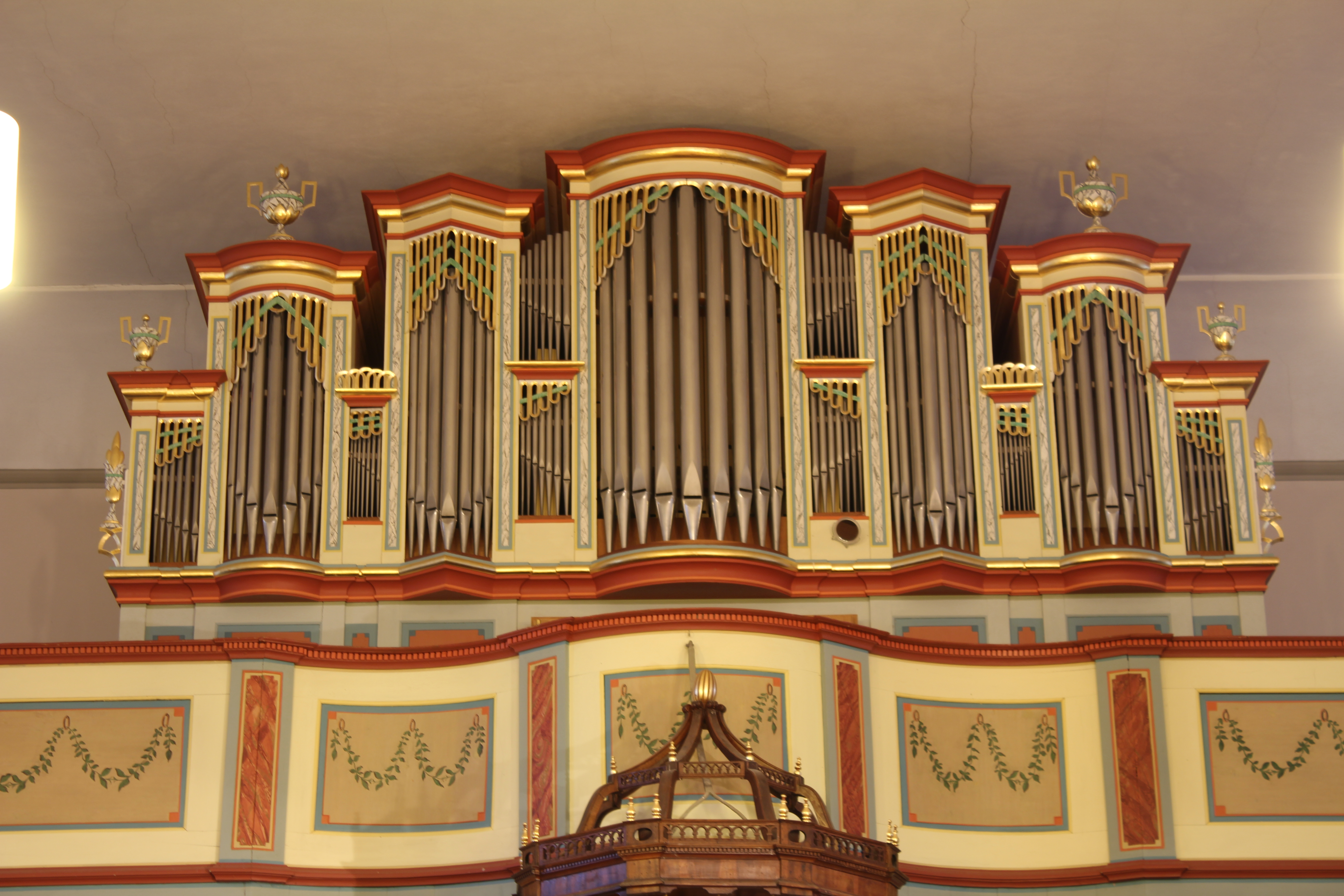
Bernhard-Orgel von 1808

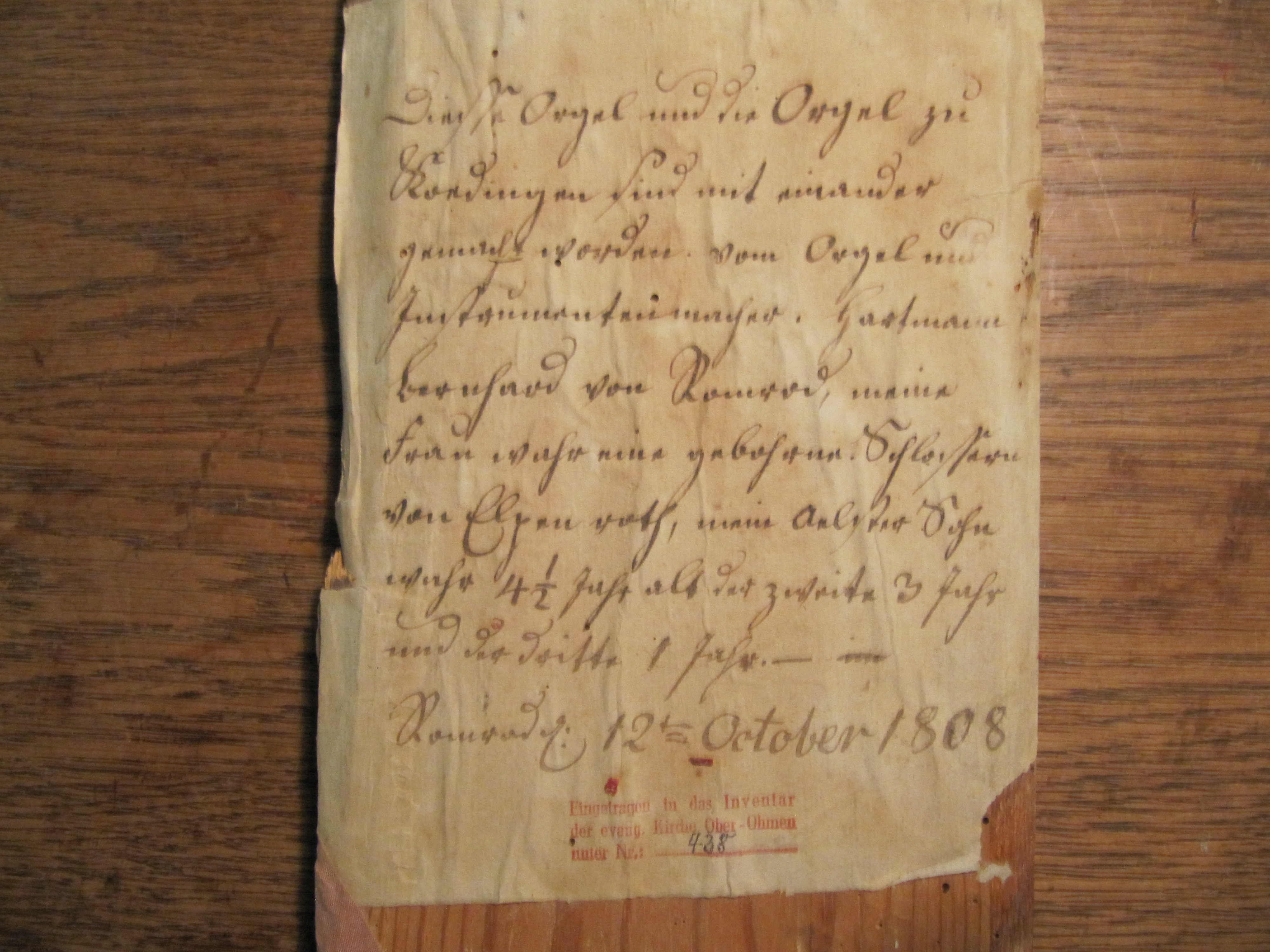
Eigenhändiges Schriftstück in der Orgel in Ober-Ohmen (1808), in dem Bernhard auf sich als Erbauer und auf seine Frau und drei Kinder hinweist

Im Jahr 1680 schloss die Gemeinde mit Meister Chunrad aus Angersbach einen Vertrag über einen Orgelneubau, der sechs Register auf einem Manual ohne Pedal umfassen sollte. Chunrads Erstlingswerk kam nicht zur Ausführung. Stattdessen wurde eine Orgel von Georg Henrich Wagner aus Lich bestellt, der im selben Jahr lieferte. Nach mehreren Reparaturen wurde die Orgel 1783 aufgrund von Baufälligkeit abgetragen.
Für die neue Kirche baute Johann Hartmann Bernhard aus Romrod im Jahr 1808 ein zweimanualiges Werk mit 22 Registern. Im elfachsigen Prospekt im Zopfstil mit klassizistischen Einflüssen wechseln sich fünf Rund- und Spitztürme mit sechs niedrigen Pfeifenflachfeldern ab. Die fünf Pfeifentürme werden nach außen immer niedriger, während die Flachfelder dieselbe Höhe aufweisen. Der überhöhte Mittelrundturm wird von zwei Spitztürmen und außen von zwei Rundtürmen flankiert. Das Gehäuse wird von vier bekrönenden Vasen verziert.
Die Posaune 8′ im Pedal weist auf mainfränkischen Einfluss hin, sodass eine Übernahme einer Orgel des Vaters Johann Georg Bernhard erwogen wurde, der in Würzburg den Orgelbau erlernte. Die Superoctav 1′ im zweiten Manual ist sonst in der Region nur bei den Orgelbauerfamilien Grieb und Dreuth aus Griedel nachgewiesen.
Der Sohn Friedrich Wilhelm Bernhard führte 1855 einen Umbau durch, der den Austausch einiger Register einschloss, teils unter Verwendung des alten Pfeifenmaterials. Im Jahr 1970 folgten eine Restaurierung und Umdisponierung durch Oberlinger. Die Orgel erhielt einen neuen Spieltisch. Gut die Hälfte der Register von Hartmann Bernhard ist erhalten. Die heutige Disposition lautet wie folgt:
| I Hauptwerk C–f3   |    |   |
| Principal          | 8′ | N |
| Bourdon            | 8′ |   |
| Quintatön          | 8′ |   |
| Salicional         | 8′ |   |
| Octav              | 4′ |   |
| Blockflöte (ab c1) | 4′ |   |
| Quinta             | 3′ |   |
| Octav              | 2′ |   |
| Superoctav         | 1′ |   |
| Mixtur IV          | N  |   |
| Trompete           | 8′ | N |

| II Nebenwerk C–f3 |        |   |
| Gedackt           | 8′     |   |
| Gemshorn          | 4′     | N |
| Flötgedackt       | 4′     |   |
| Waldflöte         | 2′     |   |
| Terz              | 1 3⁄5′ |   |
| Cymbel II         |        | N |
| Dulcian           | 8′     | N |
| Tremulant         |        |   |

| Pedal C–f1   |     |   |
| Subbaß       | 16′ |   |
| Violonbaß    | 8′  |   |
| Quinta       | 6′  |   |
| Principal    | 4′  | N |
| Viol di Gamb | 2′  | N |
| Posaune      | 16′ | N |

- Koppeln: II/I, I/P, II/P

N = neue Register von Oberlinger (1970)

## Geläut

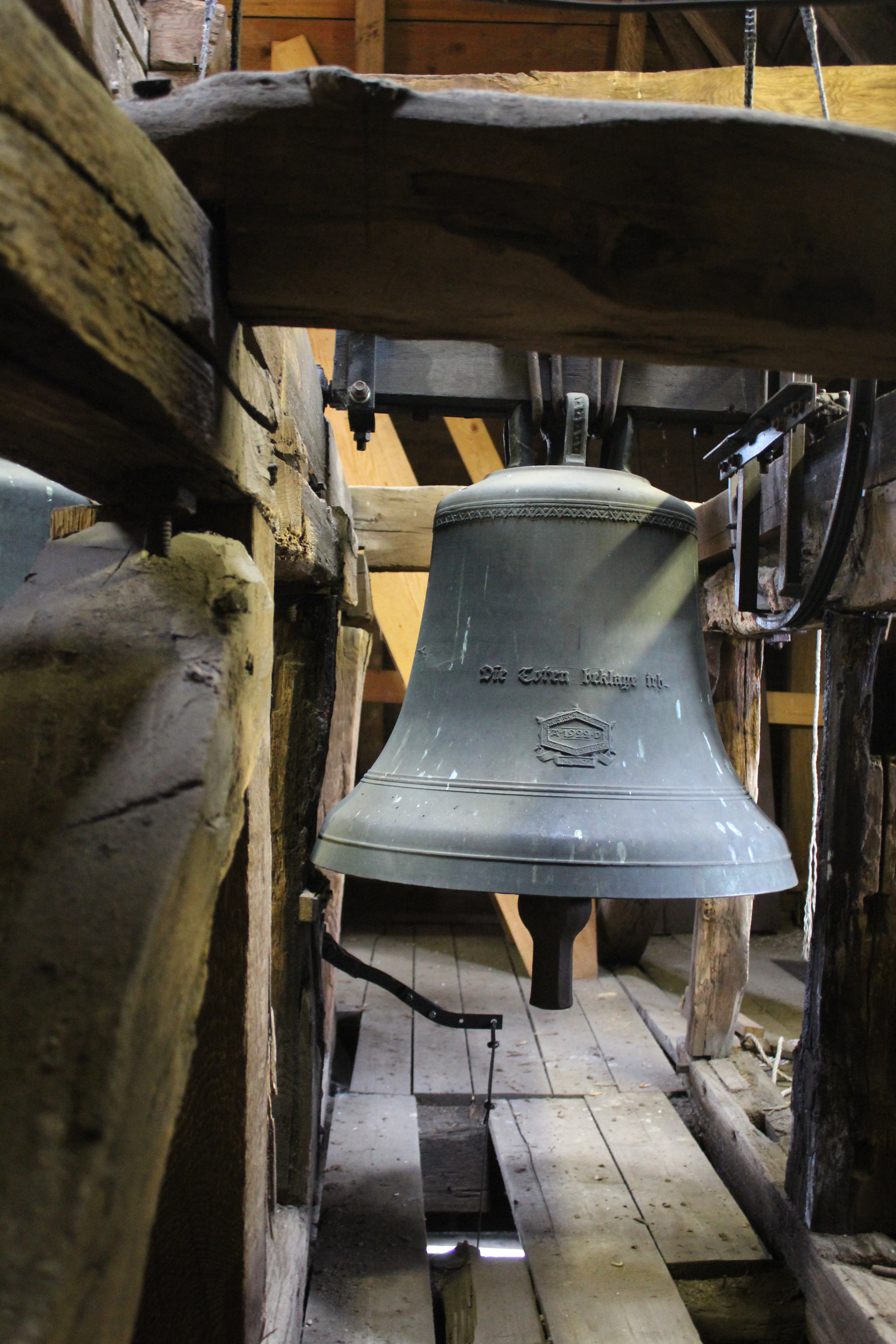
Älteste Rincker-Glocke von 1922

Die älteste nachweisbare Glocke stammte aus dem Jahr 1501. Aufgrund ihres Alters verblieb sie 1917 im Turm, während die anderen drei Glocken zu Rüstungszwecken abgeliefert wurden. Da sich ihr Klang nach einem Sprung verschlechterte, ließ die Gemeinde 1922 ein neues Viergeläut bei der Firma Rincker in Sinn gießen. Drei der Glocken erlitten im Zweiten Weltkrieg dasselbe Geschick wie im Ersten Weltkrieg und wurden eingeschmolzen. Rincker ersetzte daraufhin die fehlenden Glocken, die am 24. September 1950 eingeweiht wurden.